# Peu de foto

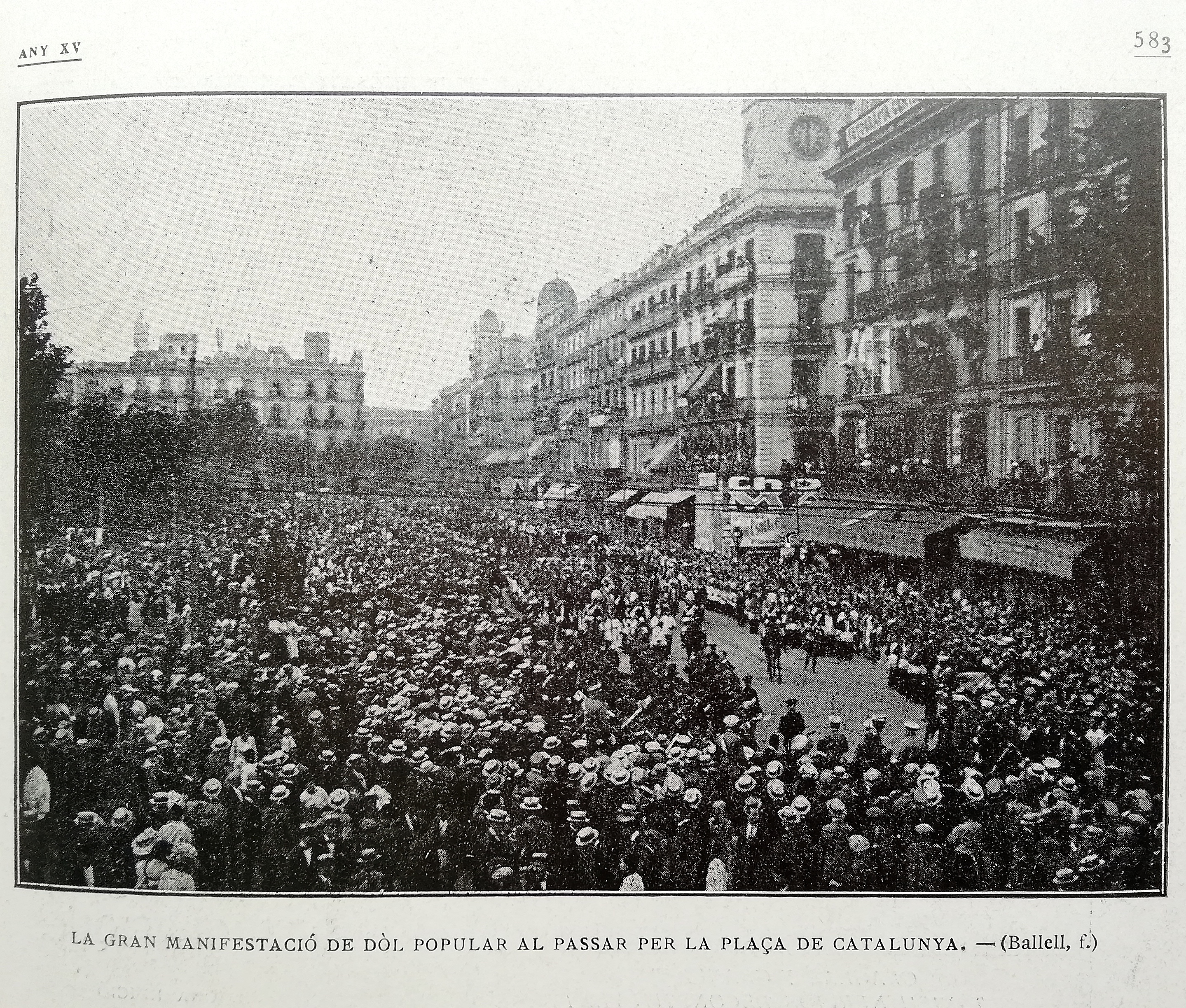
Peu de foto, complementant una notícia, a la revista Il·lustració Catalana de l'any 1917

El peu de foto és un text que apareix sota una fotografia i l'explica, generalment descrivint-la, definint-la, contextualitzant-la o relacionant-la amb l'article que acompanya. Els peus de foto, en comptes de constar d'unes frases, poden fer-ho d'un encapçalat desenvolupat, com ara articles periodístics i revistes. També existeixen programes de programari que generen automàticament peus de foto vinculats amb la imatge.